# Juan Vitalio Acuña Núñez
Juan Vitalio Acuña Nuñez, «Vilo» o «Joaquín» (Purial de Vicana, 27 de enero de 1925 - Vado del Yeso, 31 de agosto de 1967) fue un campesino y guerrillero cubano.
Fue uno de los campesinos que ayudaron a los rebeldes liderados por Fidel Castro, cuando luchaban para derrocar al gobierno de Batista.

## Infancia
Nació el 27 de enero de 1925 en la finca La Conchita, propiedad de su abuelo, donde su padre, Jesús Acuña, formó familia junto a Lydia Núñez. Se encontraba cerca Purial de Vicana, un lomerío de la Sierra Maestra. Vivió en un humilde bohío con el piso de tierra y techo de guano. Era el hijo mayor de la pareja, en este lugar vivió hasta que llegó el momento de partir junto a las tropas del Ejército Rebelde a luchar contra las fuerzas de Batista.
Sus dos hermanos y él siempre estuvieron muy unidos. Juntos hacían todo lo que se les ocurría. Sólo asistieron hasta el quinto grado a la escuela, porque tenían que ayudar a su padre en la recogida de café en las lomas y en las labores del campo y el corte de caña. La vida del campesino en aquellos momentos de la República era pésima.
Lydia, la hermana, recuerda que Vilo adoraba a la madre y era el compañero inseparable del padre. Sus hermanos lo consideran una persona abnegada, bondadosa y jaranera, siempre con una décima dispuesta a cantarle a la vida.

## La lucha armada en la Sierra Maestra
En cuanto supo del desembarco de Fidel y de los demás expedicionarios por las playas Las Coloradas, se dispuso a ayudarlo en todo lo que fuese necesario. Se cuenta que estaba en Pilón en los cortes de caña y de pronto detuvo su trabajo y dijo: "Yo me voy". Se dirigió a su casa, le explicó a su padre sus deseos y le pidió que cuidara de su esposa e hijas. El 24 de abril de 1957 partió en busca de los combatientes a luchar contra el régimen de Batista.
Vilo Acuña no entendía mucho de política, apenas sabía leer y escribir, pero había sufrido en carne propia la penosa situación del hombre pobre en Cuba y aprendió pronto y bien las enseñanzas de Fidel, Raúl y el Che.
En mayo llegó a la tropa que comandaba Fidel Castro. En esos días se gestaba el primer gran enfrentamiento del Ejército Rebelde; el combate del cuartel de Uvero, donde este inexperto ejército recibiría su bautismo de fuego.
Finalizada la acción, Fidel le encomendó a Ernesto Guevara hacerse cargo de los heridos, entre los que se encontraba Juan Almeida Bosque y Kike Escalona, para trasladarlos a un sitio seguro hasta su recuperación. Vilo estaba entre los cinco hombres encargados del cuidado de los heridos, por su condición de conocedor de la zona y de buen combatiente. Pronto el Che le empezó a confiar tareas arriesgadas y de mucha responsabilidad, que le permitieron aquilatar a este combatiente fuerte, disciplinado y alegre hasta en los momentos más difíciles.
El Che lo designó jefe de la escuadra de vanguardia, proponiendo él a otro compañero tal vez por modestia, ya que según él no se merecía tal honor. Acuña y la escuadra a su mando guiaron a la columna tratando, como ordenó el Che, de evitar a los guardias y sin tocar ni tomar nada de los campesinos de la zona donde operaban. Siempre daba aliento a la tropa guerrillera con sus chistes y bromas a los combatientes que pasan hasta casi una semana sin encontrar alimentos por aquellos parajes.
En julio de 1957 Fidel Castro ascendió al Che a comandante y a Vilo a teniente.
Al crearse la segunda columna del Ejército Rebelde, a la cual se le asigna el número cuatro, el Jefe de la Revolución designó como jefe al joven médico argentino y el recio campesino pasó a la retaguardia como segundo al mando de Ciro Redondo.
Vilo Acuña participó en los combates de Uvero, El Hombrito, Mar verde, Oro de Guisa, Las minas. En el combate de Pino del Agua le salvó la vida a Camilo Cienfuegos, cuando fue herido. Preparó una hamaca y cargó, sin relevo hasta La Pata de la Mesa, el cuerpo herido del guerrillero.
Al año de estar luchando en la Sierra Maestra y por orden directa de Fidel Castro, el Che lo ascendió a capitán y después de la derrota de la ofensiva de la tiranía en el verano del año 1958, cuando se reorganizaron las fuerzas guerrilleras para realizar nuevos y más efectivos golpes a Batista, Vilo Acuña fue designado jefe de retaguardia de la columna del comandante Guillermo García Frías en el III Frente, al mando de Juan Almeida Bosque.
En noviembre de 1958 fue nombrado comandante por Fidel y organizó su propia columna, que tuvo como jefe de la retaguardia al hoy general de brigada Lino Carreras.

## Tras el triunfo de la Revolución
Después de enero de 1959 vendrán años de intenso trabajo para los dirigentes de la Revolución Cubana y el pueblo cubano en general. Vilo Acuña realizó estudios en los que se irá convirtiendo en un oficial capacitado, que concluye en 1964 la Escuela Superior de Guerra y es seleccionado miembro del primer Comité Central del Partido Comunista de Cuba en 1965, por los innumerables servicios prestados a la Patria.

## Junto al Che en Bolivia
En el año 1966 el Comandante Ernesto Che Guevara lo escoge para militar en la guerrilla internacionalista que emprendería la lucha en las selvas bolivianas; lo designa su segundo al mando y jefe de la retaguardia guerrillera.
Se encontraba muy cerca de cumplir 42 años y sería el combatiente de mayor edad de la tropa. Con plena confianza en sus cualidades y capacidad, el Che lo dejó al frente de un grupo de combatientes entre los que estaba Tania la Guerrillera, encargándole, como en la Sierra Maestra, cuidar de los enfermos y de los cuatro hombres de la "resaca".
El 17 de abril de 1967 el Guerrillero Heroico escribe en su diario: 
"Mandé a buscar a los 4 rezagados para que se quedaran con Joaquín (Vilo Acuña) y a este le ordené hacer una exploración por la zona para impedir un movimiento excesivo y esperarnos durante tres días, al cabo de los cuales debe permanecer por la zona pero sin combatir frontalmente y esperarnos hasta el regreso". José Castillo Chávez, Paco, quien fuera uno de los hombres de la "resaca" y el único sobreviviente de la traicionera emboscada del vado de Puerto Mauricio, califica a Joaquín como un hombre tranquilo, firme en las decisiones y principios, que respetaba mucho al Che, por eso pensó mucho antes de tomar la decisión de abandonar la zona donde había indicado el jefe guerrillero que permanecieran".
Aquel hombre tenía un carácter típico del campesino cubano y sufrió mucho de los pies en los últimos meses de la guerrilla; el único par de zapatos 44 que tenía se gastaron y se vio imposibilitado de conseguir otros porque ninguno le servía.
Andaba por los ríos descalzo kilómetros y kilómetros. El 31 de agosto de 1967, a las cinco de la tarde, el grupo guerrillero comenzó la marcha con Braulio a la vanguardia, ya caía la noche cuando llegaron al recodo del río, la columna inició el cruce del vado y Joaquín (Vilo Acuña) fue el último combatiente en entrar al agua. Sin sospechar la traición de Honorato Rojas, el campesino que los guiaba, y con su acostumbrada amabilidad se despidió de él, agradeciéndole su colaboración. Solamente había entrado al río unos metros cuando comenzó un tiroteo. El entonces capitán del ejército boliviano Mario Vargas Salinas y sus soldados, quienes acechaban en la maleza, comenzaron a disparar desde ambas orillas.
Cuenta Paco que Joaquín es herido, pero logra salir del río:
"Caminaba con dificultad cuando lo vi caer. Los soldados no dejaban de disparar por la espalda y el frente".
La playa del río Maisicuri quedó teñida con la sangre de un hombre extraordinario. En esta emboscada cayó también la única mujer de la guerrilla, Tamara Bunke.

## Más Información de su vida
- Pasajes y personajes de la Guerrilla del Che en Bolivia
- La traición que condujo a la muerte de Vilo Acuña y su grupo guerrillero

- Datos: Q367647